# Салернська медична школа

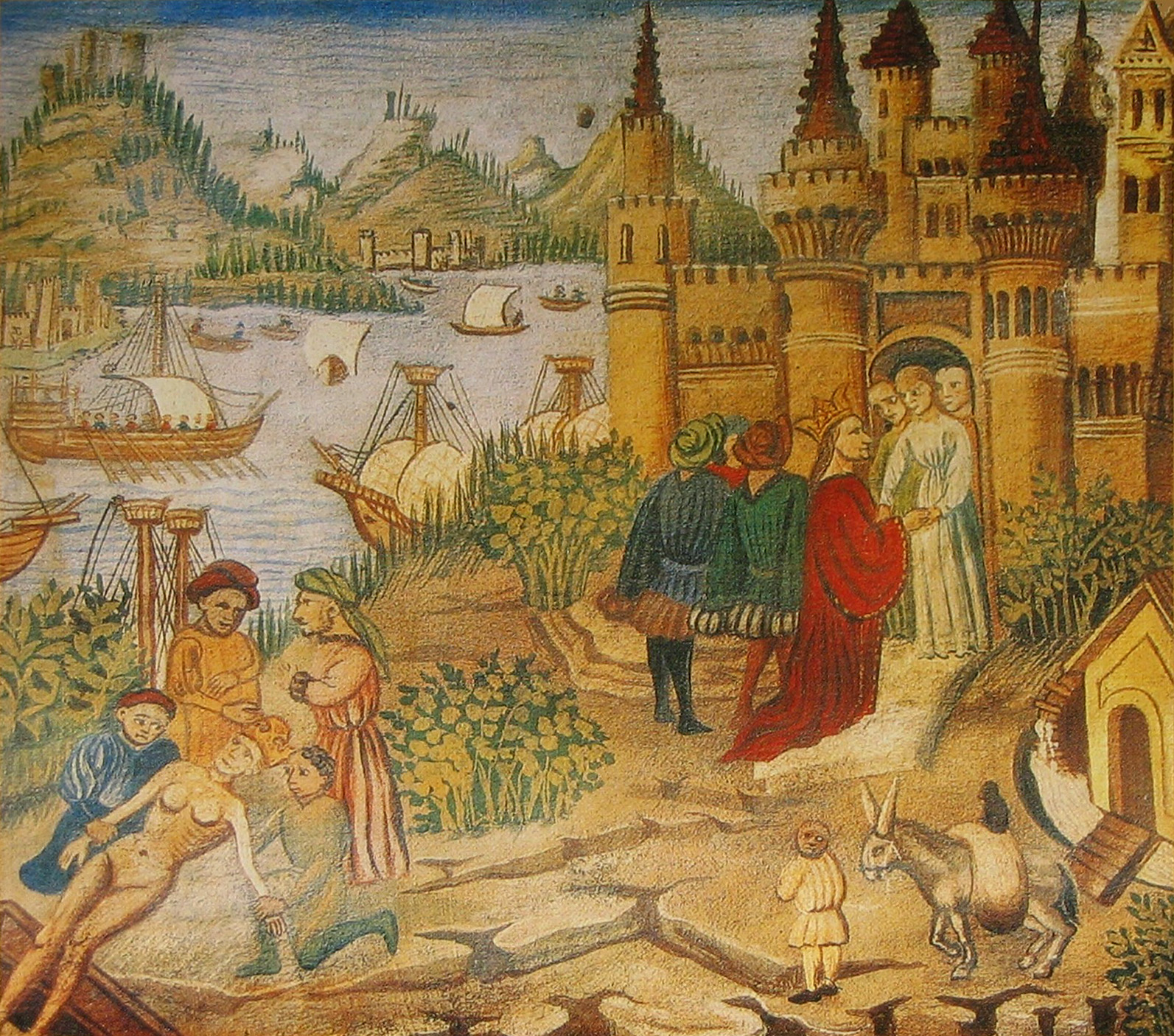
Медична школа в Салерно, зображена в Каноні медичних наук Авіценни

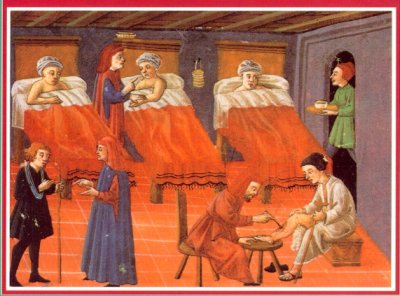
Гравюра, на які зображено лікарів і пацієнтів Салернської школи XI—XII століття.

Сале́рнська меди́чна шко́ла (лат. Schola Medica Salernitana; італ. Scuola Medica Salernitana) — центр підготовки лікарів у середньовічній Європі. Розташовувалась в італійському місті Салерно. Виникла близько ІХ століття як вища медична школа. При ній було складено перший європейський «Антидотарій» з рецептами, способами дії ліків та їхнього застосування. Деякими дослідниками вважається найдавнішим університетом Європи, хоча офіційного статусу університету не отримала. Також — Сале́рнська шко́ла.

## Історія
Монастир Монте Кассіно здавна мав у Салерно шпиталь для хворих ченців. З групи лікарів цього шпиталю виникла одна з перших вищих медичних шкіл Європи.
В історії Салернської школи виділяють два періоди — грецький — від початку існування школи і до XII століття, та греко-арабський — з середини XII століття.
За архієпископа Альфануса та з допомогою Костянтина Африканського, який добре розбирався в медицині й займався перекладами грецьких та арабських медичних трактатів на латину, школа набула великого розголосу. Період розквіту припадає на X—XIII століття.
Великий корпус медичних знань того часу було представлено в створених у Салерно трактатах Liber Graduum, Antidotarium Nicolai та Circa Instans. Відбулося виокремлення фармації, як окремої галузі медичного знання, що було закріплено Салернським едиктом Фрідріха II. Особливою славою користувалася гігієнічна поема «Правила салернської школи» (лат. «Regimen scholae Salernitanae»), вперше надрукована в 1480 році в Кельні, що відтоді багато разів перевидавалася.
На початку XIII століття тут була створена праця «Flos medicinae» («Цвіт лікарського мистецтва»), в якому висвітлювались найрізноманітніші питання, в тому числі й погляди на те, яким повинен бути лікар, призначення медицини, теорія зараження й багато іншого.
У Школі Салерно жінки допускалися як до навчання, так і до викладання. Так, в XI столітті тут викладала Абелла, яка написала трактати «De atra bile» («Про чорну жовч») і «De natura seminis humani» («Про природу людського сім'я»). Серед учених жінок, викладачів школи близько 1059 року була Тротула — «nobilis matrona». З її праць до нашого часу дійшли «De passionibus mulierum» («Про жіночі хвороби») і «De compositione medicamentorum» («Про складання ліків»). Її праці неодноразово цитувалися багатьма авторами в XI—XII століттях.
Збереглося багато інших медичних трактатів, написаних жінками Салернської школи. Так, Ребекка де Гуарна написала трактати «Про гарячки», «Про сечу», «Про зародки» та інші.
У 1480 році з'явилася знаменита праця «Салернський кодекс здоров'я», який створив Арнольд з Вілланови.
Анатомічні студії на свинях примножили медичне знання завдяки плідному припущенню, що між анатомією свині та людини існують принципові відповідності. Рецептом успіху школи в Салерно було гармонійне поєднання медичного знання з різних культур: грецької, арабської, західно-латинськох та єврейської.

## Навчання
1240 року Фрідріх II видав указ, що визначав правила організації медичного навчання erlässt Friedrich II. Заснований в 1224 році Неапольський університет став конкурувати з Школою в Салерно.

Навчальний план виглядав таким чином: 

- 3 роки — Логіка,
- 5 років — Медицина (потім хірургія і анатомія, після цього автопсія людського тіла),
- однорічна практика в лікаря.

Окрім медицини тут вивчали філософію, теологію та право. Деякі дослідники розглядають школу в Салерно як перший університет, хоча офіційно вона не мала такого статусу.

## Відомі особистості, пов'язані з школою
- Костянтин Африканець (1017—1087)
- Адель Сарацинська (XII століття)

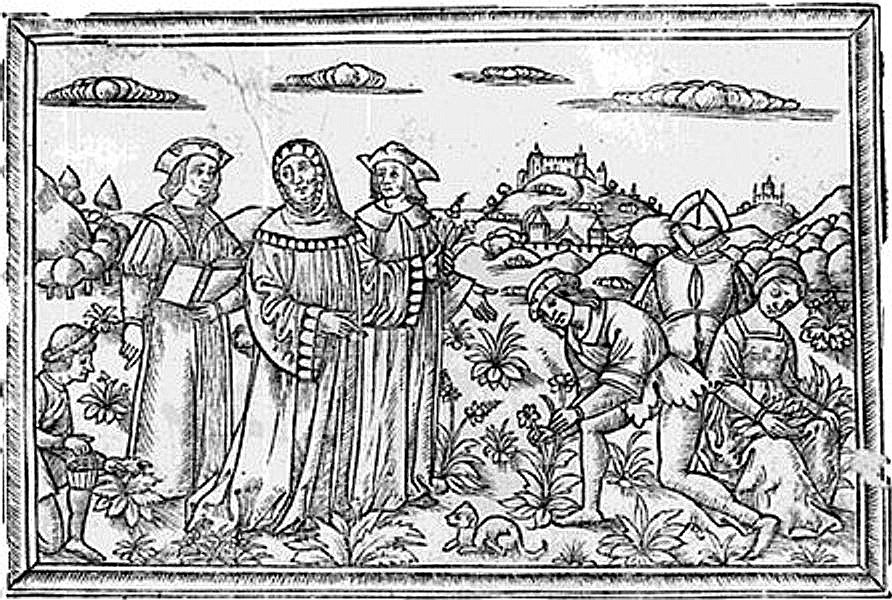
Матео Сільватіко з учнями в ботанічному саду

- Варфоломій Салернський (XII століття)
- П'єтро Мусандіно
- Мавр Салернський
- Тротула (XII століття)
- П'єтро да Еболі († до 1220)
- Рогир Фругарді (* до 1140; † бл. 1195)
- Урсо Калабрійський († 1225)
- Жиль де Корбей (* бл. 1140; † перша чверть XIII ст.)
- Джовані да Прочіда (1210—1298)
- Матео Сільватіко (* бл. 1280, † 1342)